# Koolhoven F.K.56

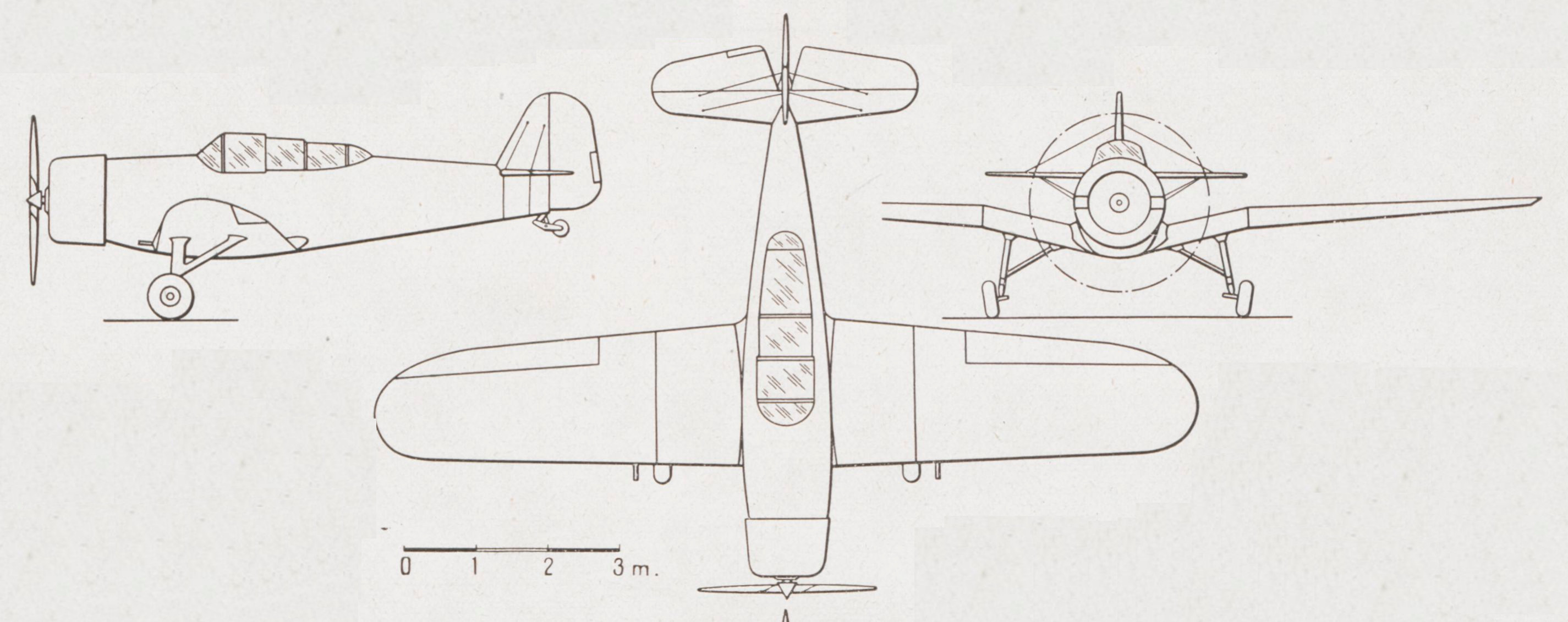
Koolhoven FK.56 - Ontwerptekening eerste prototype met gull-wing

De Koolhoven F.K.56 was een laagdekker militair trainingstoestel. Het vliegtuig, geconstrueerd door Vliegtuigenfabriek Koolhoven, maakte zijn eerste vlucht op 30 juni 1938.
De F.K.56 was ontworpen als een tweezits trainingstoestel met de instructeur en leerling onder één gesloten cockpitkap. Het eerste prototype was uitgerust met een conventioneel vast landingsgestel en een gull-wing (geknikte) vleugel. Het tweede prototype had een intrekbaar onderstel, terwijl het derde prototype een rechte vleugel had en dubbele besturing.
De Koninklijke Luchtmacht bestelde tien exemplaren inclusief twee aangepaste prototypes (nummer 1 en 3). De bestelde versies hadden een voorste cockpit met gesloten kap en achter een geheel open zitplaats. De levering vond plaats nog voor de Duitse inval in mei 1940.
In februari 1940 had het Belgische leger twintig F.K.56 toestellen besteld. Zeven toestellen werden geleverd voordat de rest werd vernietigd tijdens een bombardement van de fabriek gelegen op vliegveld Waalhaven.

## Specificaties
- Type: Koolhoven F.K.56
- Fabriek: Vliegtuigenfabriek Koolhoven
- Rol: Militair trainingsvliegtuig
- Bemanning: 2
- Lengte: 7,85 m
- Spanwijdte: 11,50 m
- Leeggewicht: 1058 kg
- Maximum gewicht: 1600 kg
- Motor: 1 × Wright Whirlwind R-975-E3 stermotor, 336 kW (451 pk)
- Propeller: Tweeblads
- Eerste vlucht: 30 juni 1938
- Aantal gebouwd: 31

Prestaties
- Maximumsnelheid: 300 km/u
- Vliegbereik: 800 km
- Plafond: 7300 m